# Jay O'Brien
Jay O'Brien (n. 22 februarie 1883, New York City, New York, SUA – d. 5 aprilie 1940, Palm Beach⁠(d), Florida, SUA) a fost un bober ce a reprezentat Statele Unite ale Americii, medaliat olimpic. A participat la 2 ediții ale Jocurilor Olimpice (1928, 1932) în care a câștigat o medalie de aur și o medalie de argint.